# Siedem miast Delhi
Delhi to miejsce, w którym zbudowano siedem miast w przeszłości. W rzeczywistości uważa się, że większość mitycznych miast naprawdę istniała.
Współczesne Delhi składa się z siedmiu antycznych części:
1. Qila Rai Pithora zbudowane przez Prithvi Raj Chauhan, w pobliżu najstarszego siedliska Radźputów w Lal-Kot;
2. Siri, zbudowane przez Alauddina Khilji w 1303 roku;
3. Tughluqabad, zbudowane przez Ghijasa ad-Din Tughlaka (1321-1325);
4. Jahanpanah, zbudowane przez Muhammada Tughlaka (1325-1351);
5. Kotla Firoz Shah, zbudowane przez Firuza Shaha Tughlaka (1351-1388);
6. Purana Qila, zbudowane przez Szer Szaha Suri, zaś Dinpanah zbudowane przez Humajuna, oba w pobliżu legendarnego Indraprastha - znajdującego się na północy (1538-1545);
7. Shahjahanabad, zbudowane przez Szahdżahana w latach 1638-1649, znajduje się tam Fort Delhi i Chandni Chowk (znany delhijski rynek).